# Luiza Maria Frías Cañizares
Luiza Maria Frías Cañizares, Luisa Maria Frias Canizares (ur. 20 czerwca 1896 w Walencji, zm. 6 grudnia 1936 w Picadero de Paterna) – hiszpańska błogosławiona Kościoła katolickiego.

## Życiorys
Działaczka Akcji Katolickiej. Była docentem Uniwersytetu w Walencji, gdzie prowadziła apostolat w środowisku akademickim. Padła ofiarą antykatolickich prześladowań religijnych okresu wojny domowej w Hiszpanii.
Luizę Maria Frías Cañizares beatyfikował Jan Paweł II w dniu 11 marca 2001 roku jako męczennicę zamordowaną z nienawiści do wiary (łac. odium fidei) w grupie 232 towarzyszy Józefa Aparicio Sanza.